# Sunset Glacier
Der Sunset Glacier ist ein Talgletscher in der nördlichen Alaskakette in Alaska (USA). 

## Lage
Der Sunset Glacier befindet sich im Denali-Nationalpark knapp 12 km südsüdöstlich vom Eielson Visitor Center. Das Nährgebiet des Gletschers befindet sich an der Südwestflanke des Scott Peak auf einer Höhe von 2000 m. Der Sunset Glacier fließt in einem Bogen, anfangs nach Südwesten und Westen und schließlich nach Nordnordwesten. Im Süden wird der Gletscher vom Hauptkamm der Alaskakette mit dem Sunset Peak flankiert. Der Thorofare River bildet den Abfluss des Gletschers. Der Sunset Glacier hat eine Länge von etwa 6,9 km sowie eine mittlere Breite von etwa 770 m. Die Gletscherzunge reicht bis auf eine Höhe von 1280 m herab. Der Sunset Glacier besitzt einen kleineren rechten Tributärgletscher.

## Namensgebung
Der Gletscher erhielt 1932 vom U.S. Geological Survey (USGS) seinen heutigen Namen. Sunset ist das englische Wort für „Sonnenuntergang“. Die Wahl auf diesen Namen fiel, da sich in unmittelbarer Nähe der Sunrise Glacier (sunrise englisch für „Sonnenaufgang“) befindet.